# 藤芳誠一
藤芳 誠一（ふじよし せいいち、1925年5月26日 - 2012年2月19日）は、日本の経営学者。経営学博士（論文博士・1971年）。

## 略歴
熊本県出身。1949年明治大学商学部卒、1971年「経営管理の体系的研究」で経営学博士。1949年明大商学部助手、1953年経営学部専任講師、1956年助教授、1962年教授となり、1971年 - 1979年経営学部長を務める。1966年千葉経済短期大学教授を兼任した。1995年明大を定年退任、名誉教授、東亜大学教授・副学長となる。子に経営学者・高千穂大学教授の藤芳明人（1957年 - ）がいる。

## 著書
- 『経営管理の基本問題』泉文堂 新経営学選書 1956
- 『近代経営と経営者』経林書房 1958
- 『日本のミドル・マネジメント』中央経済社 1965
- 『経営管理論』泉文堂 1968
- 『経営管理論』丸善 経営学全書 1970
- 『新経営管理論』泉文堂 1975
- 『蛻変の経営 減速経営エコロジー』泉文堂 1975
- 『経営基本管理』泉文堂 1979

### 共編著
- 『コンビナート』又城一郎共著 泉文堂 1961
- 『管理者革新 われらかく変革す・管理者実践の記録』上野一郎,高橋達男共編著 産業能率短期大学出版部 1967
- 『経営学 経済演習』薗出碩也,高橋俊夫共著 学文社 1967
- 『経営管理論 経済演習』編著 学文社 1968
- 『管理と組織の革命 "蛻変"の哲学をもて』阿部実共著 日本経営出版会 1969
- 『経営学総論』醍醐作三,木元進一郎共編 中央経済社 1969
- 『経営学用語辞典』編 学文社 1969
- 『スタッフは変わる 高能力管理の事例研究』阿部実共編著 総合労働研究所 1969
- 『現代経営管理論』編著 学文社 現代経済学叢書 1972
- 『図説経済学体系 10 経営学』編著 学文社 1972
- 『経営管理論の展望』編著 世界書院 1977
- 『経営学要綱』関口功,園田光司共著 税務経理協会 1977
- 『変貌する経営最前線』責任編集 泉文堂 1978
- 『現代性の経営管理』編著 学文社 現代経済学叢書 1980
- 『新時代の経営学』編著 学文社 1983
- 『経営管理学事典』編著 泉文堂 1985
- 『新経営学教科書』飫富順久共編著 学文社 1995
- 『実践経営録 昨日・今日・明日 蛻変・3-P革命・[ソッ]啄』阿部実共編 学文社 1995
- 『ビジュアル基本経営学』編著 学文社 1999
- 『日本の経営革命 21世紀のビジネスモデル』森本三男,小林規威,西沢茂,藤芳明人,谷井良,西沢脩共著 泉文堂 2001

### 翻訳
- F.C.ドウ・ポーラ『管理会計の実際』角谷光一共訳 泉文堂 1961
- L.F.アーウィック『現代のリーダーシップ 経営を推進させるもの』星野清共訳 経林書房 1961
- R.F.ルイス『マネジメントに役立つ会計』角谷光一共訳 税務経理協会 1963
- ジョセフ・L.マッシー『新経営管理入門』産業能率短期大学出版部 1968

## 論文
- 藤芳誠一「人事管理と人間関係に就いての一考察」『明大商學論叢』第1巻第4号、明治大学商学研究所、1950年12月、82-111頁、ISSN 0389-5955、NAID 120004109428。
- 藤芳誠一「経営問題としての｢人間関係」(一)」『明大商學論叢』第35巻第2号、明治大学商学研究所、1951年7月、80-113頁、ISSN 0389-5955、NAID 120004109527。
- 藤芳誠一「経営合理化における組織と労務の問題(二)完」『経理知識』第3巻第5-6号、明治大学経理研究所、1954年4月、30-46頁、ISSN 0389-5890、NAID 120002809186。
- 藤芳誠一「「生産性向上」をめぐる諸問題」『経営論集』第4号、明治大学経営学研究所、1955年12月、23-69頁、ISSN 0387-298X、NAID 120004081373。
- 藤芳誠一「経営管理の体系的研究（要旨）」『明治大学大学院紀要 経営学篇』第9号、明治大学大学院、1971年12月、(1)-(8)頁、ISSN 0389-6099、NAID 120003674702。
- 藤芳誠一「管理の役割目的と管理原則」『経営論集』第23巻第2号、明治大学経営学研究所、1975年12月、1-28頁、ISSN 0387298X、NAID 40000836710。
- 藤芳誠一「低成長時代の時代特質と経営診断:戦略転換と新しい管理概念」『日本経営診断学会年報』第9号、日本経営診断学会、1977年、1-6頁、doi:10.11287/jmda1969.9.1、NAID 130004000670。
- 藤芳誠一「経営技法と企業体質」『経営論集』第30巻第2-4号、明治大学経営学研究所、1983年3月、1-12頁、ISSN 0387298X、NAID 40000836789。